# Edgemere (Queens)
Edgemere est un quartier de la municipalité de New York, situé dans l’arrondissement de Queens. Il s'étend de la Beach 32nd Street à la Beach 52nd Street sur la péninsule de Rockaway. Il comprend le Rockaway Community Park, Arverne à l'ouest et Far Rockaway à l'est. Edgemere a été fondé en 1892 par Frederick J. Lancaster (en), qui l'a originellement appelé New Venice.
Edgemere est situé dans le Queens Community Board 14 (en) et son code postal est 11691. Il est patrouillé par le 101e arrondissement du département de la police de la ville de New York.
À l'instar de la ville voisine d'Arverne, Edgemere s'est développée comme un quartier touristique en bord de mer, avec un accès facile à Brooklyn et Manhattan par le chemin de fer. Après la Seconde Guerre mondiale, les stations balnéaires de la fin du XIXe siècle et du début du XXe siècle et les bungalows bon marché qui bordaient la promenade ont été considérés comme dépassés et indésirables par les autorités de la ville. À l'est de Beach 32nd Street, on peut encore voir le modèle original de développement : des rangées de très petits bungalows d'un étage serrés les uns contre les autres dans des rues étroites. Dans le cadre d'un projet de rénovation urbaine, presque toutes les structures situées au sud de l'autoroute de Rockaway, de la 32e rue à la 90e rue, ont été acquises et démolies en 1970. Malgré de nombreux plans ambitieux de développement, aucune construction n'a eu lieu avant 1984 et le littoral d'Edgemere et d'Arverne est resté bordé de centaines d'hectares de terrains vagues pendant des décennies. Arverne a depuis été réaménagé, mais la partie côtière d'Edgemere reste entièrement inoccupée.

## Images

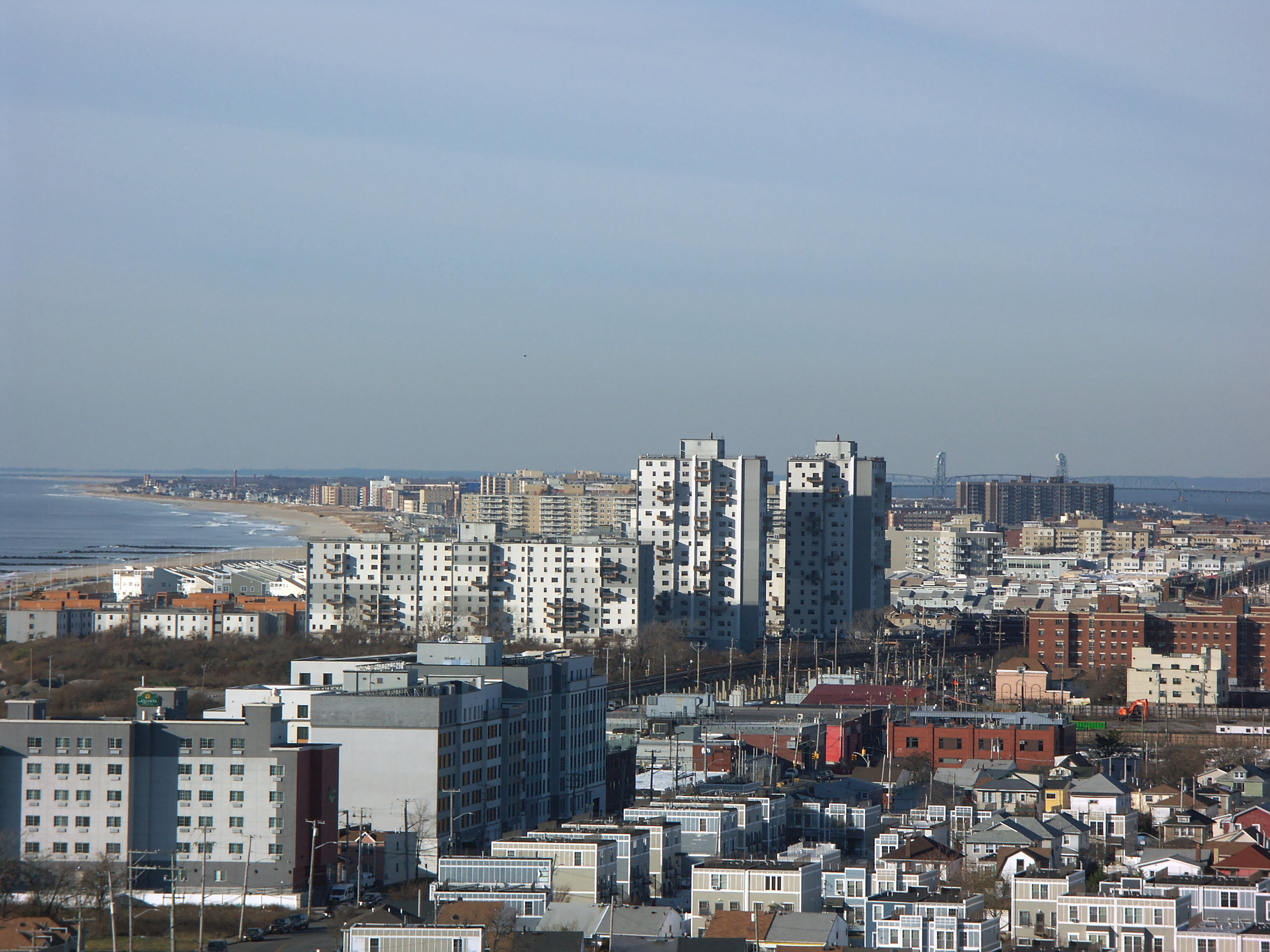
Edgemere, en regardant vers Arverne View / Ocean Village.
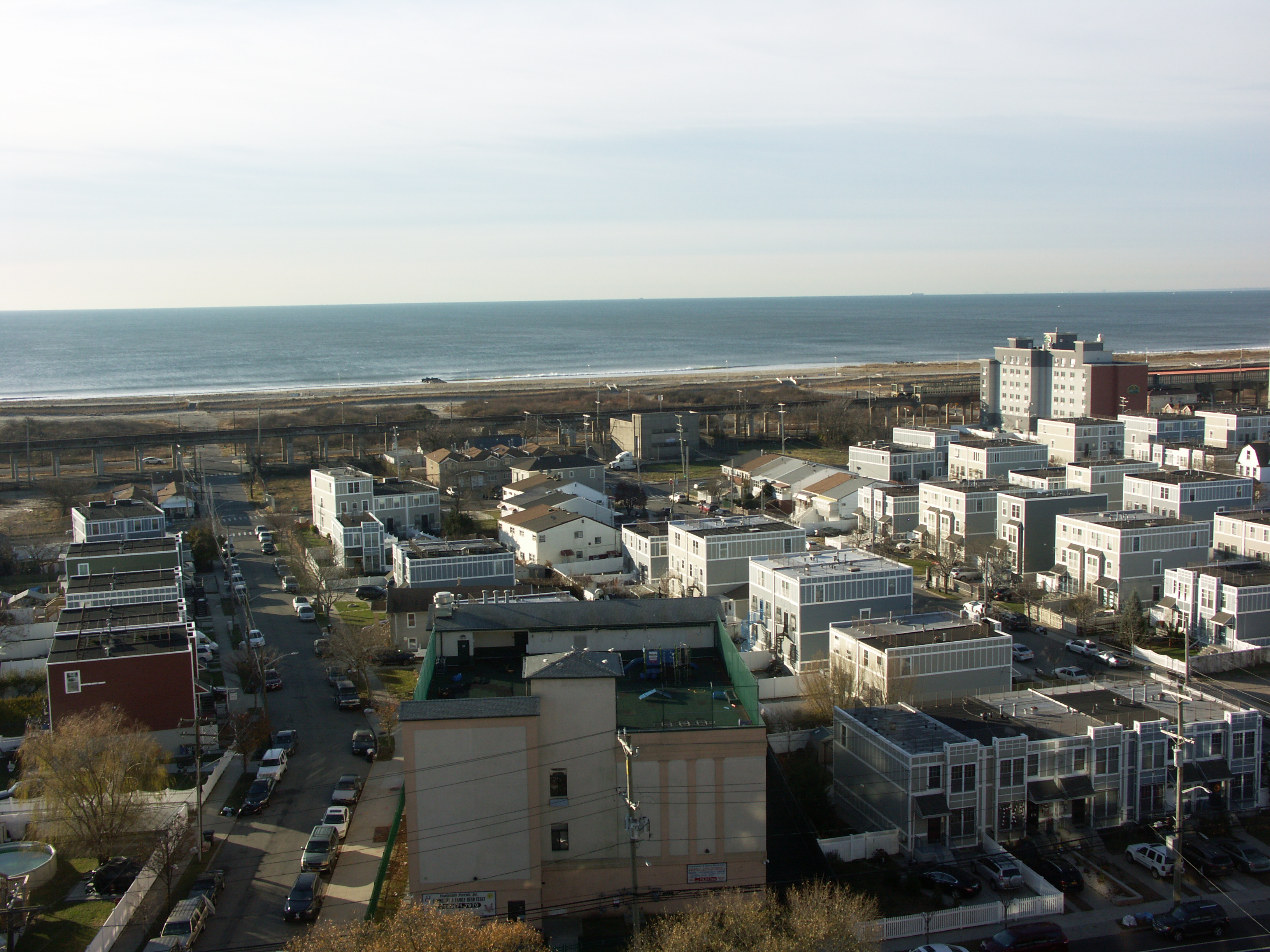
Edgemere.